# Mala gente (canción)
«Mala gente» es una canción escrita e interpretada por el cantautor colombiano Juanes. La canción es el tercer sencillo de su segundo álbum de estudio en solitario Un día normal (2002). Esta canción ganó un Grammy Latino como mejor canción de rock en los Premios Grammy Latinos del año 2003, el tercer año al hilo para el cantante en ganar esta categoría, y fue tema de la telenovela Velo de novia.
- Datos: Q369062